# Визерте, Джузеппе
Джузеппе Визерте (англ. Giuseppe Viserte; 1890, Неаполь, Италия — 13 октября 1921, Итальянский Гарлем, Нью-Йорк, США), также известный как «Даймонд Джо Пеппе» (Diamond Joe Peppe) или «Даймонд Джо» (Diamond Joe) — италоамериканский гангстер неаполитанского происхождения, нью-йоркский мафиози эпохи «Усатых Питов». В основном был известен своей деятельностью на Манхэттене.

## Биография
Когда Визерте эмигрировал из Неаполя в Соединённые Штаты, неизвестно. Но попав в Нью-Йорк, он быстро зарекомендовал себя в италоамериканском преступном мире. Самые ранние записи показывают, что к 1913 году Визерте был связан с Джозуэ Галлуччи и его союзниками из семьи Морелло из Восточного Гарлема и их союзника. Полиция подозревала, что Визерте убил Амадио Буономо в апреле того же года. Позже в том же году он был арестован и осуждён за убийство Джерри «Ланчмена» Майды, полицейского осведомителя, и был отправлен на срок «не менее семи лет и девяти месяцев в тюрьме Синг-Синг»
В 1918 году губернатор штата Нью-Йорк Чарльз Уитмен помиловал Визерте, к тому моменту отбывшему всего четыре года своего приговора. До введения «Сухого закона» он в основном занимался сутенёрством, сумев разбогатеть и стать влиятельным в италоамериканском преступном мире благодаря этому и другим криминальным предприятиям. Вскоре он стал силой, с которой приходилось считаться, став «по общему мнению … скорее всего, одним из боссов мафии Нижнего Манхэттена», где он проживал с женой и детьми. 29 ноября 1919 года Визерте вновь был арестован по другому обвинению в убийстве, но не был осуждён.
Когда начался «сухой закон», Визерте отказался от сутенёрства и стал успешным бутлегером. Вместе со своим союзником Винченцо Террановой, одним из глав сицилийской мафиозной семьи Морелло, он, как считалось, в первые годы «сухого закона» руководил всей незаконной торговлей спиртным в Гарлеме. Сообщается, что к моменту своей смерти Визерте стал очень богатым, успев заработать на незаконных операциях с алкоголем 300 000 долларов. Он также владел несколькими многоквартирными домами в Бронксе и считался владельцем престижного игорного дома, известного как казино Fordham. Разбогатев на своих преступных предприятиях, Визерте не стеснялся выставлять напоказ своё богатство. Он носил очень роскошные костюмеы и часто был «усыпан драгоценностями». К 1921 году он стал известен как «Даймонд Джо Пеппе» или для краткости «Даймонд Джо», хвастаясь незадолго до своей смерти бриллиантовой булавкой стоимостью 10 000 долларов. Автор Патрик Дауни предположил, что он, возможно, изначально был боссом, которому будущий «босс боссов» Джо Массерия подчинялся как своему «капитану».
Когда Джузеппе Морелло, основатель и первый глава семьи Морелло, вышел на свободу в 1920 году после десяти лет за решёткой, он сразу же начал борьбу за восстановление своей власти и единства семьи. Для начала Морелло заключил союз с Джо Массерия, одним из своих бывших капо, ставшим боссом мафии Маленькой Италии. «Босс боссов» того времени, Сальваторе Д'Аквила, не теряя времени, начал борьбу с этой угрозой его авторитету и вступил в войну с Морелло и Массерия. Первой жертвой этого нового конфликта стал Даймонд Джо Визерте 13 октября 1921 года во время перестрелки в кофейне в Маленькой Италии он был дважды ранен в спину, отчего и скончался.